# 다카다 료타
다카다 료타(일본어: 髙田 椋汰, 2000년 6월 10일~)는 일본의 축구 선수이다.

## 구단 경력
그는 2022년 J2리그의 블라우블리츠 아키타에 입단했다. 2024년 베갈타 센다이로 이적했다.